# Campionati europei di atletica leggera 1978 - Salto triplo
La gara del salto triplo maschile si è tenuta il 3 settembre.

## Classifica finale
| Pos | Nome                 | Nazione          | Misura | Note |
| --- | -------------------- | ---------------- | ------ | ---- |
| 1   | Miloš Srejović       | Jugoslavia       | 16.94  |      |
| 2   | Viktor Saneev        | Unione Sovietica | 16.93  |      |
| 3   | Anatoliy Piskulin    | Unione Sovietica | 16.87  |      |
| 4   | Bernard Lamitié      | Francia          | 16.87  |      |
| 5   | Gennadiy Valyukevich | Unione Sovietica | 16.64  |      |
| 6   | Keith Connor         | Regno Unito      | 16.64  |      |
| 7   | Milan Spasojević     | Jugoslavia       | 16.62  |      |
| 8   | Aston Moore          | Regno Unito      | 16.55  |      |
| 9   | Janoš Hegediš        | Jugoslavia       | 16.24  |      |
| 10  | Eugeniusz Biskupski  | Polonia          | 16.23  |      |
| 11  | Lothar Gora          | Germania Est     | 16.20  |      |
| 12  | Gábor Katona         | Ungheria         | 16.18  |      |
| 13  | Karel Hradil         | Cecoslovacchia   | 16.05  |      |
| 14  | Carol Corbu          | Romania          | 16.02  |      |
| 15  | Béla Bakosi          | Ungheria         | 15.74  |      |